# Гилман, Гарольд
Гарольд Джон Уайльд Гилман (англ. Harold Gilman; 11 февраля 1876, Роуд, Сомерсет — 12 февраля 1919, Лондон) — английский художник-постимпрессионист.

## Жизнь и творчество
Гарольд Гилман изучал живопись в Школе изящных искусств Слейд в 1897—1901 годах. Совместно с Уолтером Сикертом в 1907 году Гилман был одним из основателей художественной группы Фицрой-Стрит. В 1911 он, также с Сикертом, образует влиятельную группу Кэмден Таун. Члены обеих группировок работали преимущественно в жанре пейзажа и портретной живописи. Г. Гилман был в этот период увлечён творчеством Ван Гога, Сезанна, Гогена, позднее — Матисса. Свой собственный стиль художник называл неореализмом (на выставке своих работ в 1914 году). Реалистические полотна Гилмана созданы короткими сочными мазками кисти, цветовая гамма разнообразна — от довольно скудного сочетания красок до настоящих фонтанов цвета.
В 1912 и 1913 годах художник совершает путешествие по Скандинавии. В написанных им во время этой поездки картинах чувствуется влияние живописи Ван Гога (например, в Canal Bridge, Flekkefjord, (1913)). Женился на американской художнице Грейс Корнелии Канеди. У них было две дочери и один сын Дэвид. Гилман женился во второй раз в конце лета 1917 года на Сильвии Харди, художнице, которая училась у него с 1914 года. Г. Гилман скончался от испанки во время пандемии гриппа в 1918—1919 годах.

## Галерея

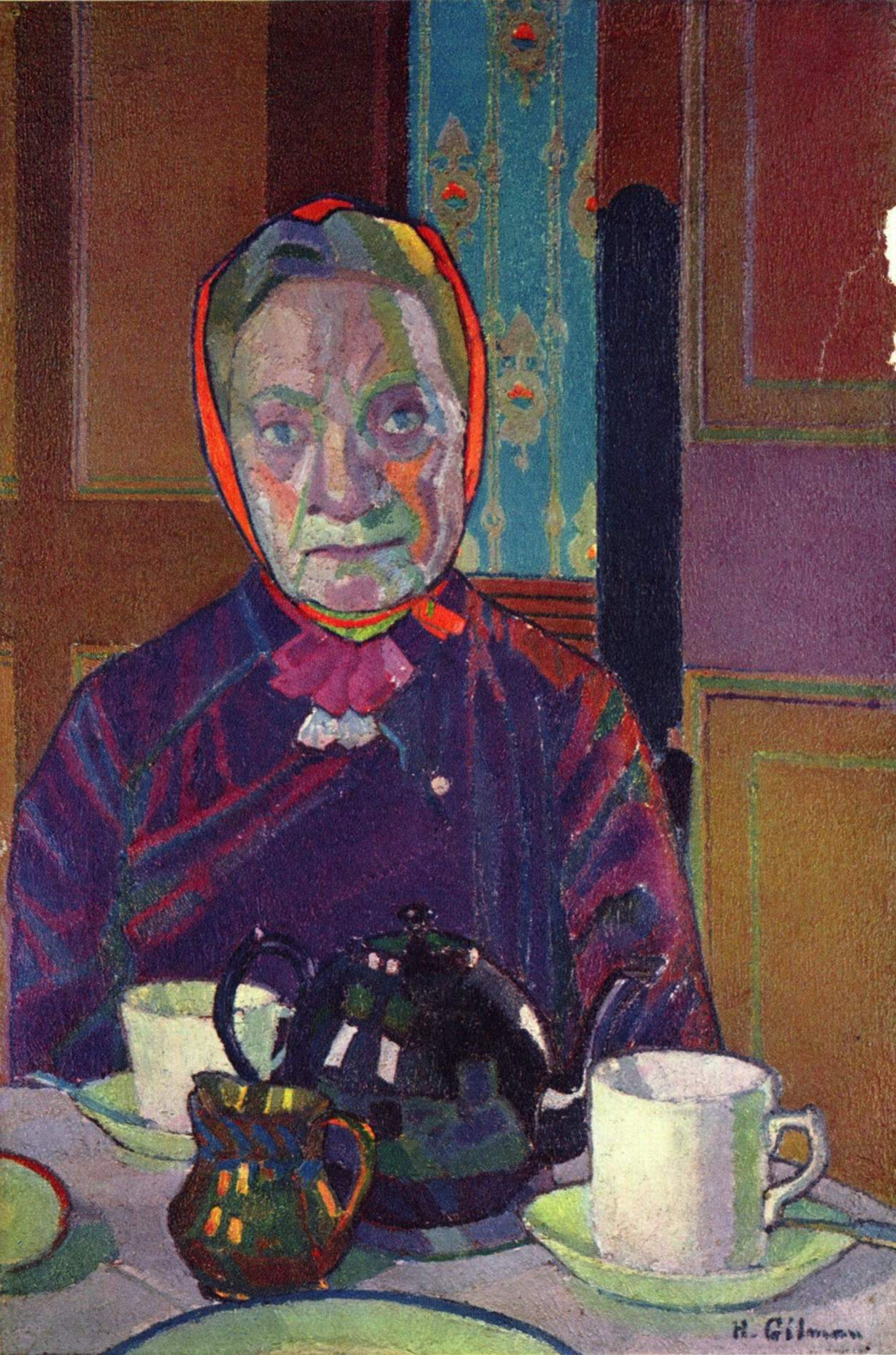
Миссис Мунтер за завтраком (1917)
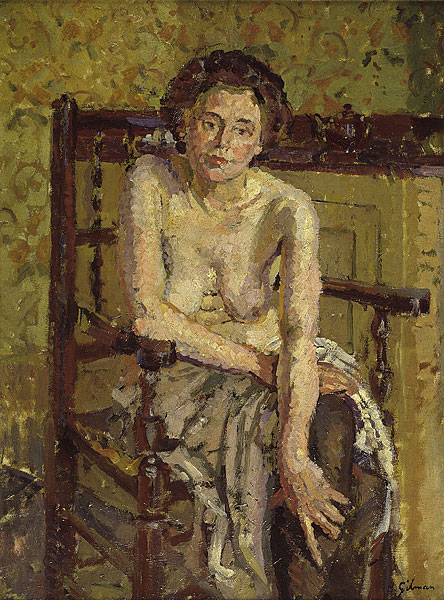
Кларисса (1911)
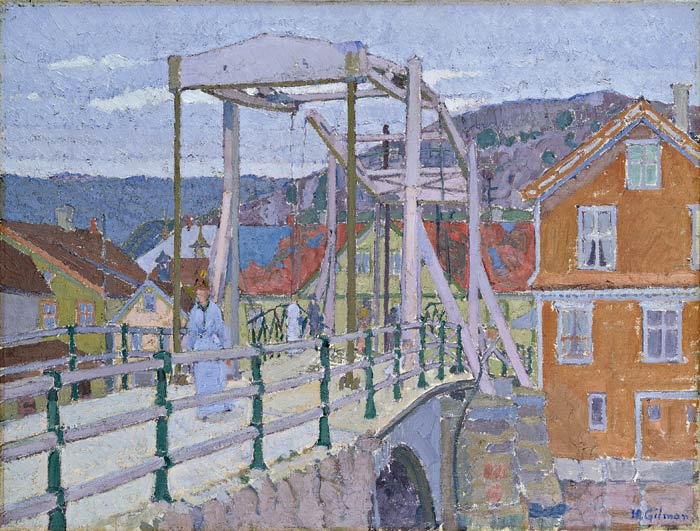
Мост через канал, Флеккефьорд (1913)
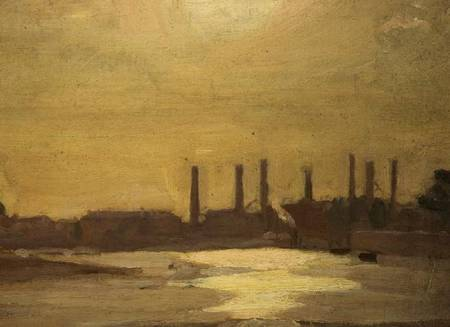
Темза в Челси (1899–1901)
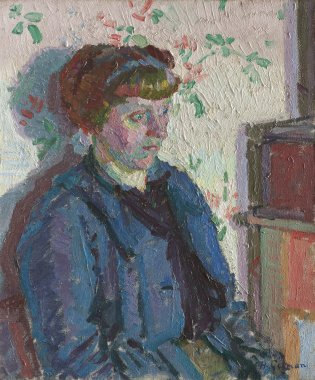
Сильвия Госсе (1913)
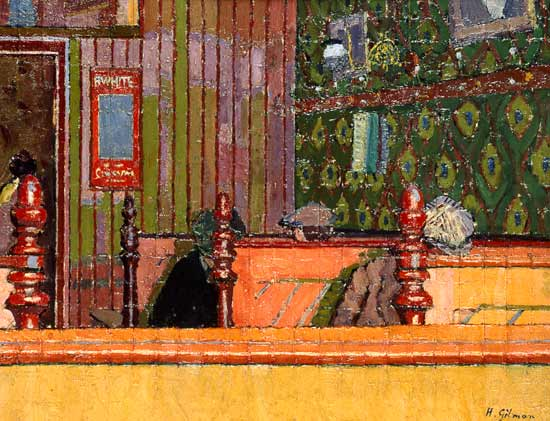
В трактире (1913/14)
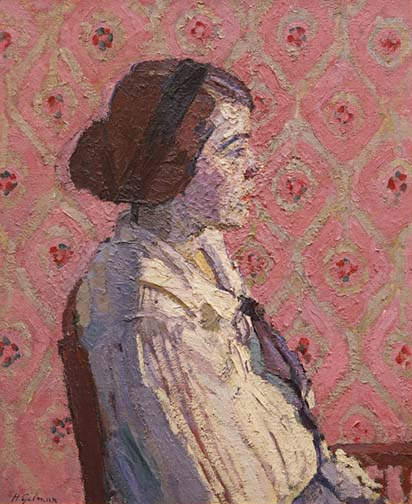
Мэри Л.Гарольд Гилман (Портрет в профиль) (1914)
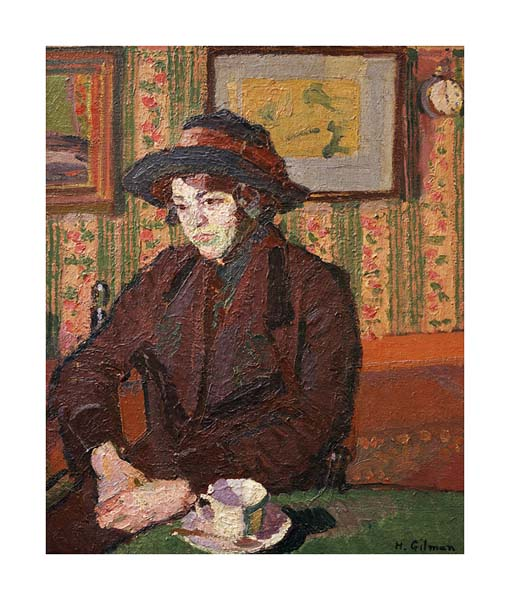
Девочка с чайной чашкой (1914)
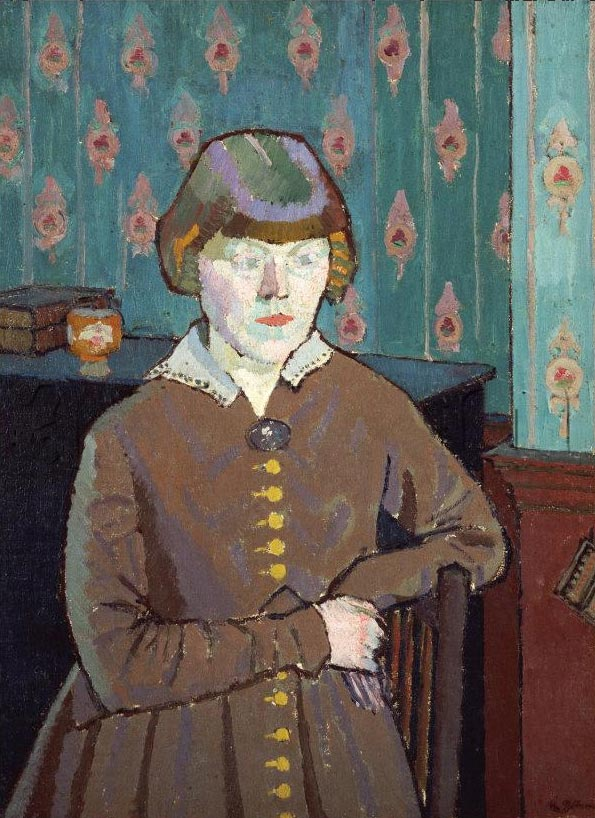
Мисс Рут Доггетт (1915)
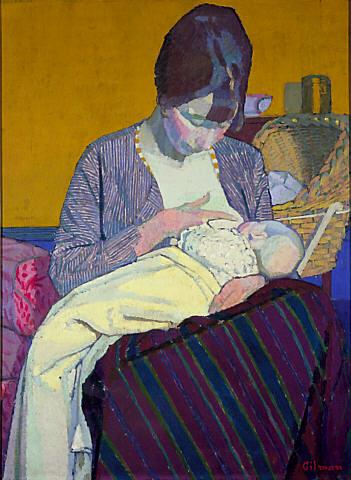
Мать и дитя (1918)